# Buk, Kărdjali
Buk (în bulgară Бук) este un sat în comuna Krumovgrad, regiunea Kărdjali,  Bulgaria. 

## Demografie
Componența etnică a satului Buk
     Turci (99,28%)
     Nicio identificare (0,71%)
     Altele (0%)
La recensământul din 2011, populația satului Buk era de 279 locuitori. Din punct de vedere etnic, majoritatea locuitorilor (99,28%) erau turci. Pentru 0,71% din locuitori nu este cunoscută apartenența etnică.